# 樂山電力
樂山電力股份有限公司，簡稱樂山電力股份，以及樂山電力（英語：LESHAN ELECTRIC POWER CO.,LTD，上交所：600644），於1988年由當時四川樂山市政府設立。
現時由三方国企共同控股，公司无实际控制人，董事長為廖政权，首席執行官為魏晓天。股份則在1993年4月26日於上海證券交易所上市。
業務在乐山市和眉山市經營电网建设、多晶硅产业、燃气、自来水、煤业、宾馆等，總部在四川省乐山市市中区嘉定北路 46 号。

## 連結
- LSEP.com.cn （页面存档备份，存于）